# Gräfenthal
Gräfenthal là một thị xã ở huyện Saalfeld-Rudolstadt trong bang Thüringen, nước Đức. Đô thị Gräfenthal có diện tích 36,45 km².
Gräfenthal tọa lạc ở phía nam Thüringer Schiefergebirge, một dãy núi thấp ở đông nam rừng Thüringen. Các đô thị giáp ranh (theo chiều kim đồng hồ từ phía bắc) gồm: Reichmannsdorf, Probstzella, Ludwigsstadt, Tettau, Oberland am Rennsteig, Piesau, Lichte, Schmiedefeld
Gräfenthal có 8 khu vực:
- Buchbach
- Creunitz
- Gebersdorf
- Gräfenthal
- Großneundorf
- Lichtenhain
- Lippelsdorf
- Sommersdorf